# Cerkiew św. Bazylego w Żernicy Wyżnej
Cerkiew św. Bazylego w Żernicy Wyżnej – murowana cerkiew greckokatolicka, dawniej parafialna, znajdująca się w Żernicy Wyżnej, wzniesiona w 1800.
Od 1947, po wysiedleniach, stała opuszczona i popadła w ruinę. W latach 2008–2013 wyremontowana i przywrócona do kultu.

## Historia
W 1511 była cerkiew prawosławna w Żernicy zapewne drewniana. W 1800 zbudowano murowaną cerkiew greckokatolicką w miejscu poprzedniej drewnianej wzmiankowanej w 1756. Konsekrowano ją 26 września 1800. W 1921 na 888 mieszkańców wsi 763 było grekokatolikami. W 1936 rozbudowana, przedłużono nawę w kierunku zachodnim, dobudowano kruchtę i zakrystię oraz wykonano polichromię wnętrza. Po wojnie wieś uległa wysiedleniu i zniszczeniu. Cerkiew po 1947 stała opuszczona. W lutym 1953 została przekazana PGR-owi w Średniej Wsi. Przez kolejne lata ulegała stopniowej dewastacji. W cerkwi urządzono magazyn nawozów mineralnych. Z ruchomego wyposażenia nie zachowało się prawie nic. Zachowała się tylko jedna ikona Chrystusa Pantokratora z dawnego ikonostasu i znajduje się w Muzeum w Sanoku. Rozkradziono nawet storczykową konstrukcję więźby dachowej. Stojącą obok dzwonnicę murowaną rozebrano w latach 60. XX w. W 1994 naprawiono dach. Wewnątrz ocalały polichromie przedstawiające św. Olgę, kniazia Włodzimierza i Chrystusa w ogrodzie Oliwnym.
Ruinę cerkwi postanowił wyremontować własnym kosztem właściciel wsi od 2005 Jan Słabik, przedsiębiorca z Krosna. W latach 2008–2013 poddano ją gruntownej restauracji. Wstawiono zupełnie nowy ikonostas autorstwa Wołodymyra Romaniwa. 29 września 2013 odprawiono nabożeństwo greckokatolickie na otwarcie cerkwi.

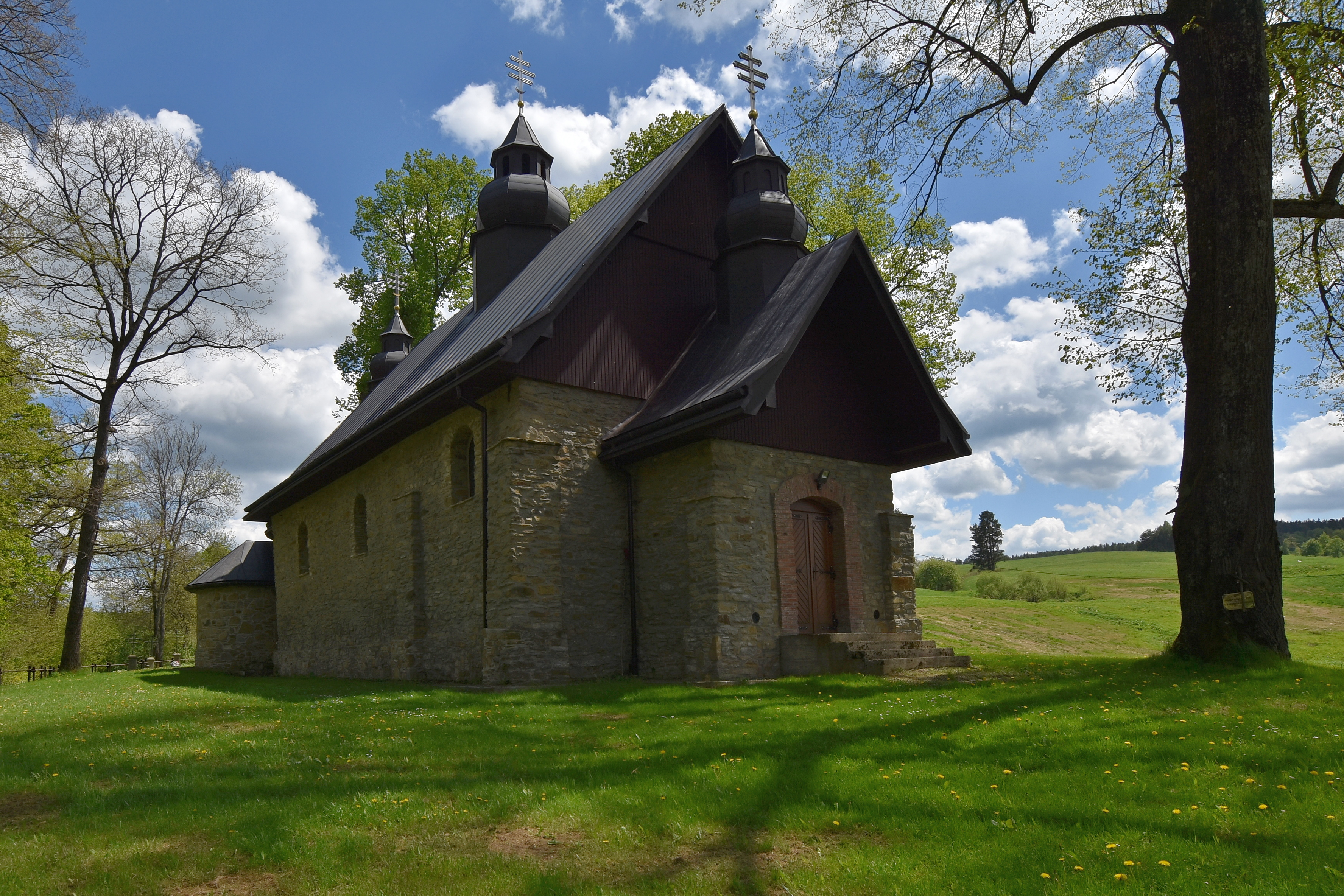
Elewacja frontowa
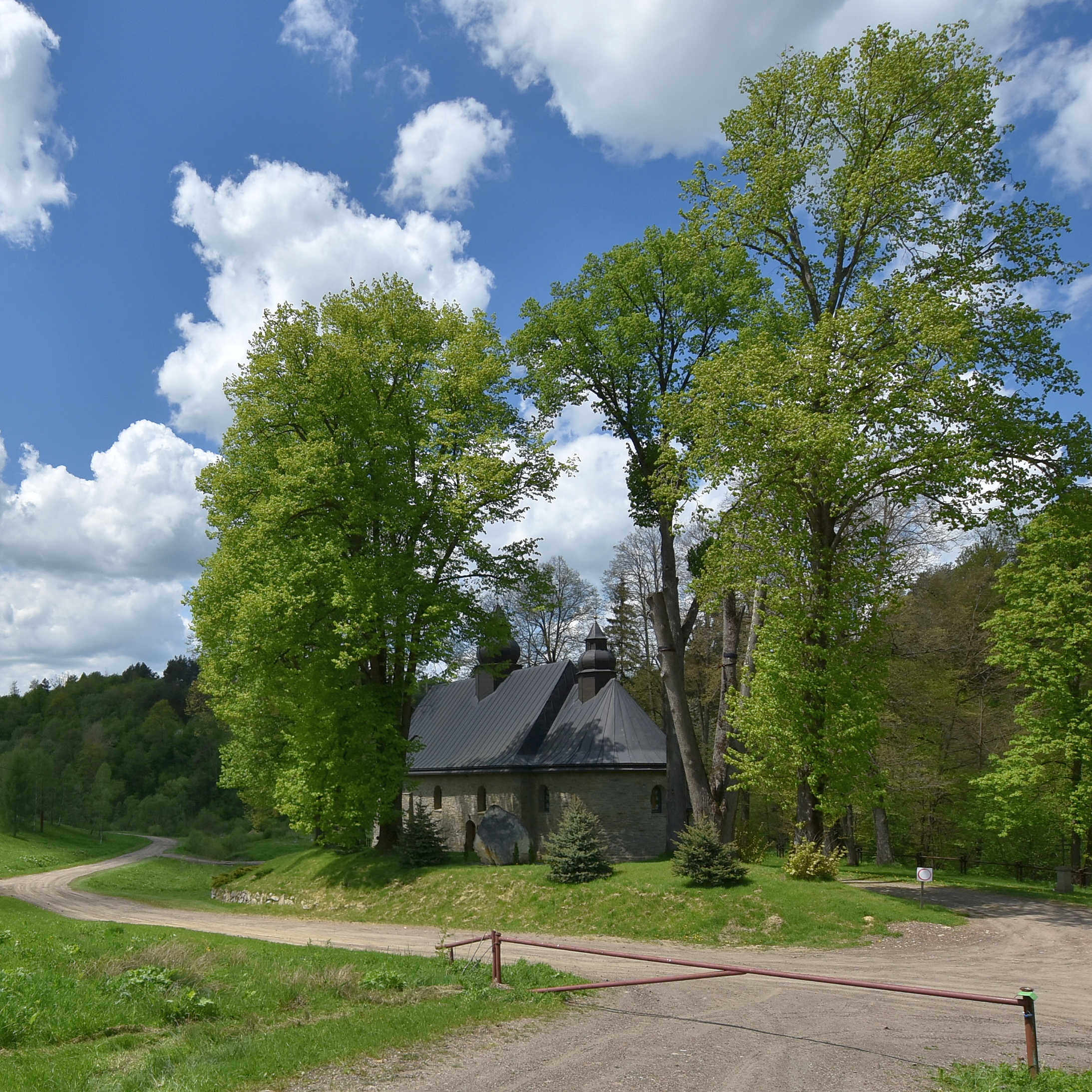
Widok ogólny
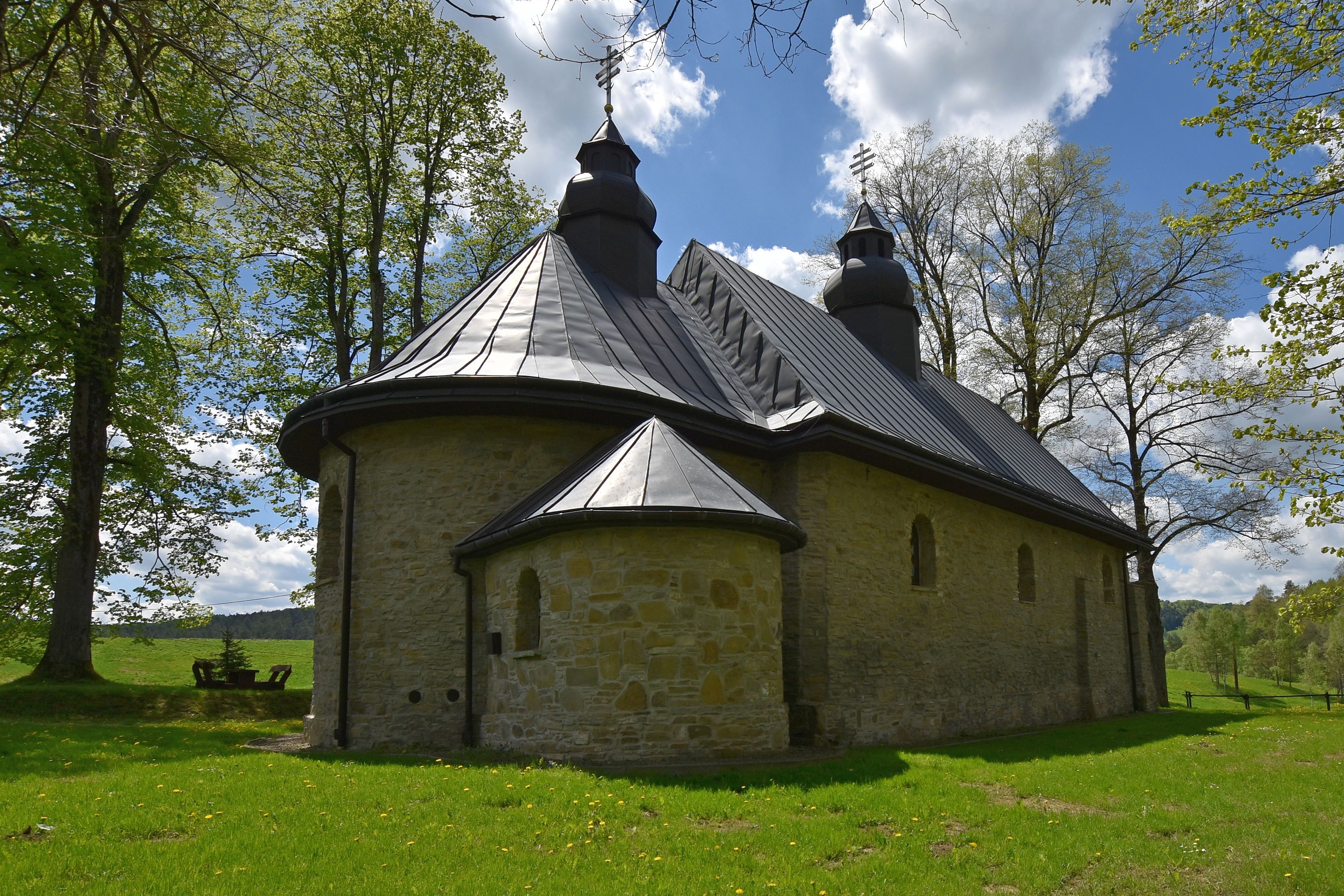
Widok od strony prezbiterium